# Gare de Bierghes
Ne doit pas être confondu avec gare de Bierges-Walibi.
La gare de Bierghes est une ancienne gare ferroviaire belge de la ligne 94, de Hal à Tournai (frontière) située à Bierghes, dans la commune de Rebecq, en région wallonne dans la province du Brabant wallon.
Elle est mise en service en 1881 par les Chemins de fer de l’État belge et fermée à tous trafics en 1984.

## Situation ferroviaire
Jusqu'à sa fermeture en 1984, la gare de Bierghes se trouvait au point kilométrique (PK) 10,0 de la ligne 94, de Hal à Tournai (frontière), entre la gare fermée de Saintes et celle d'Enghien

## Histoire
La station de Bierghes est mise en service, le 4 septembre 1881 par l’Administration des chemins de fer de l’État belge (future SNCB) sur la ligne de Hal à Ath, en service depuis 1866.
Elle est dotée dans les années 1880 ou 1890 d'un bâtiment des recettes d'une variante érigée en quatre exemplaires à Maubray, Harchies, Bierghes et Schendelbeke ; seul ce dernier a (partiellement) échappé à la démolition. Il est doté d'une aile de sept travées et, s'il recourait aux mêmes matériaux et ornements qu'à Schendelbeke, affichait une façade en briques roses, jaunes et noires. Elle a été repeinte en blanc par la suite.
La SNCB, arguant du déclin du trafic des voyageurs, décide de supprimer la plupart des gares de la ligne 94, dont celle de Bierghes, laquelle est supprimée avec l'instauration du plan IC-IR, le 3 juin 1984. Le bâtiment de la gare de Bierghes a été démoli sans laisser de traces.